# Haya bint al-Husayn
Haya bint al-Hussein (in arabo  الأميرة هيا بنت الحسين ‎?; Amman, 3 maggio 1974), figlia del re Husayn di Giordania e della sua terza moglie la regina Alia e la sorellastra del re Abd Allah II di Giordania.
Laureata all'Università di Oxford in Inghilterra, ha rappresentato la Giordania durante le Olimpiadi del 2000 di Sydney ed è stata eletta nel 2006 presidente della Fédération équestre internationale (FEI).
Il 10 aprile 2004, la principessa Haya è diventata la seconda moglie del sovrano dell'Emirato di Dubai, lo sceicco Mohammed bin Rashid Al Maktum. Il 15 aprile 2019, la principessa Haya ha lasciato Dubai con i suoi due figli nati dal matrimonio per trasferirsi nel Regno Unito.

## Ascendenza
|                                  |   |                                             | Genitori                                  |  |  | Nonni |  |  | Bisnonni                 |  |  | Trisnonni                   |  |
|                                  |   |                                             |                                           |  |  |       |  |  | Abd Allah I di Giordania |  |  | Al-Husayn ibn Ali del Hijāz |  |
|                                  |   |                                             |                                           |  |  |       |  |  | Abd Allah I di Giordania |  |  | Al-Husayn ibn Ali del Hijāz |  |
|                                  |   | Abdiya bint Abdullah                        |                                           |  |  |       |  |  | Abd Allah I di Giordania |  |  |                             |  |
| Talal di Giordania               |   |                                             |                                           |  |  |       |  |  | Abd Allah I di Giordania |  |  |                             |  |
|                                  |   | Musbah bint Nasser                          | Amir Nasser Pasha, Sceriffo di La Mecca * |  |  |       |  |  |                          |  |  |                             |  |
|                                  |   | Musbah bint Nasser                          | Amir Nasser Pasha, Sceriffo di La Mecca * |  |  |       |  |  |                          |  |  |                             |  |
|                                  |   | Musbah bint Nasser                          | Dilber Khanum *                           |  |  |       |  |  |                          |  |  |                             |  |
| Husayn di Giordania              |   | Musbah bint Nasser                          |                                           |  |  |       |  |  |                          |  |  |                             |  |
|                                  |   | Jamal 'Ali bin Nasser, Sceriffo di La Mecca | Amir Nasser Pasha, Sceriffo di La Mecca   |  |  |       |  |  |                          |  |  |                             |  |
|                                  |   | Jamal 'Ali bin Nasser, Sceriffo di La Mecca | Amir Nasser Pasha, Sceriffo di La Mecca   |  |  |       |  |  |                          |  |  |                             |  |
|                                  |   | Jamal 'Ali bin Nasser, Sceriffo di La Mecca | Dilber Khanum                             |  |  |       |  |  |                          |  |  |                             |  |
| Zein al-Sharaf Talal             |   | Jamal 'Ali bin Nasser, Sceriffo di La Mecca |                                           |  |  |       |  |  |                          |  |  |                             |  |
|                                  |   | Wijdan Shakir Pasha                         | Shakir Pasha, Governatore di Cipro        |  |  |       |  |  |                          |  |  |                             |  |
|                                  |   | Wijdan Shakir Pasha                         | Shakir Pasha, Governatore di Cipro        |  |  |       |  |  |                          |  |  |                             |  |
|                                  |   | Wijdan Shakir Pasha                         | …                                         |  |  |       |  |  |                          |  |  |                             |  |
| Haya bint al-Husayn di Giordania |   | Wijdan Shakir Pasha                         |                                           |  |  |       |  |  |                          |  |  |                             |  |
|                                  | … | …                                           |                                           |  |  |       |  |  |                          |  |  |                             |  |
|                                  | … | …                                           |                                           |  |  |       |  |  |                          |  |  |                             |  |
|                                  | … | …                                           |                                           |  |  |       |  |  |                          |  |  |                             |  |
| Sayyid Baha ud-din Toukan        | … |                                             |                                           |  |  |       |  |  |                          |  |  |                             |  |
|                                  |   | …                                           | …                                         |  |  |       |  |  |                          |  |  |                             |  |
|                                  |   | …                                           | …                                         |  |  |       |  |  |                          |  |  |                             |  |
|                                  |   | …                                           | …                                         |  |  |       |  |  |                          |  |  |                             |  |
| Alia Baha ud-din Toukan          |   | …                                           |                                           |  |  |       |  |  |                          |  |  |                             |  |
|                                  |   | …                                           | …                                         |  |  |       |  |  |                          |  |  |                             |  |
|                                  |   | …                                           | …                                         |  |  |       |  |  |                          |  |  |                             |  |
|                                  |   | …                                           | …                                         |  |  |       |  |  |                          |  |  |                             |  |
| Hanan Hashim                     |   | …                                           |                                           |  |  |       |  |  |                          |  |  |                             |  |
|                                  |   | …                                           | …                                         |  |  |       |  |  |                          |  |  |                             |  |
|                                  |   | …                                           | …                                         |  |  |       |  |  |                          |  |  |                             |  |
|                                  |   | …                                           | …                                         |  |  |       |  |  |                          |  |  |                             |  |
|                                  |   | …                                           |                                           |  |  |       |  |  |                          |  |  |                             |  |